# 林田和代
林田 和代（はやしだ かずよ、女性、1953年12月30日 - ）は、元バスケットボール選手である。

## 来歴
飯塚女子高校から日立製作所戸塚工場バスケットボール部に加入。日本リーグベスト5も獲得。
また、全日本にも選ばれ、1975年世界選手権では準優勝メンバーとなる。モントリオールオリンピックにも出場。

## 日本代表歴
- 1975世界選手権
- 1976モントリオール五輪